# Диких, Елизавета Евгеньевна
Елизавета Евгеньевна Диких (род. 10 июня 2003, Омск) — российская волейболистка, диагональная нападающая.

## Биография
Волейболом начала заниматься в СШОР № 6 города Омска. 1-й тренер — Ю.А.Чайкин. В 2018 году заключила контракт с ВК «Омь-СибГУОР» (с 2021 — «Омь», с 2023 — «Омичка») и на протяжении 6 сезонов выступала за команду сначала в высшей лиге «Б», а с 2021 в высшей лиге «А» чемпионата России. В 2024 году перешла в челябинский «Динамо-Метар».

### Клубная карьера
- 2018—2024 —  «Омичка» (Омск) — высшие лиги «Б» и «А»;
- с 2024 —  «Динамо-Метар» (Челябинск) — суперлига.

## Достижения
- серебряный призёр чемпионата России среди команд высшей лиги «А» 2024.
- бронзовый призёр Кубка Сибири и Дальнего Востока 2021.